# Élections municipales de 2020 à Marseille
Les élections municipales de 2020 à Marseille ont lieu le 15 mars et le 28 juin 2020 afin d'élire les conseils des huit secteurs de la ville, le conseil municipal et les représentants de la commune au conseil de la métropole d'Aix-Marseille-Provence. Jean-Claude Gaudin, maire depuis 1995, ne se représente pas.
Les listes de gauche du Printemps marseillais, menées par Michèle Rubirola, arrivent en tête lors des deux tours de scrutin face à Martine Vassal, la candidate LR. Toutefois, aucune liste ne parvient à remporter la majorité absolue au conseil municipal où siègent également des élus soutenant Samia Ghali (divers gauche), Stéphane Ravier (RN) et Bruno Gilles (divers droite).
Michèle Rubirola est élue maire de Marseille le 4 juillet 2020 à la suite d'un accord avec Samia Ghali et Lisette Narducci, élue avec Bruno Gilles. Elle devient ainsi la première femme maire de Marseille et met fin à vingt-cinq années de gestion de droite. Le 21 décembre 2020, elle laisse sa place au socialiste Benoît Payan.
Une enquête judiciaire dévoile un système de procurations illégales dans l'entourage d'Yves Moraine et Julien Ravier (LR). Ravier est condamné à un an d’inéligibilité par une décision du Conseil d'État en 2021. Moraine et Ravier sont jugés à partir du 23 septembre 2024 avec onze autres personnes, dont un directeur d’Ehpad, des militants politiques et associatifs, et un commandant de police. Le jugement est mis en délibéré au 27 janvier 2025. Une quatorzième personne est condamnée en septembre 2024 à l'issue d'une procédure de reconnaissance préalable de culpabilité à trois mois de prison avec sursis, 5 000 € d'amende et trois ans d'inéligibilité.
Trois autres personnes dont deux élus proches de Samia Ghali seront aussi jugés du 28 au 30 octobre.

## Contexte

### Mode de scrutin
Suivant la loi PLM, les élections municipales se déroulent par secteur, regroupant chacun deux arrondissements.
Chaque secteur élit ses conseillers (303 au total), dont un tiers siège au conseil municipal (101), selon la même procédure que dans les communes de plus de 1 000 habitants. Les premiers élus de chaque liste siègent également au conseil municipal, les suivants seulement au conseil de secteur. Lors de sa première séance, chaque conseil de secteur élit son maire de secteur.
| Secteur                | I         | II        | III       | IV        | V         | VI        | VII       | VIII      | Total |
| ---------------------- | --------- | --------- | --------- | --------- | --------- | --------- | --------- | --------- | ----- |
| Résultats              | cf. infra | cf. infra | cf. infra | cf. infra | cf. infra | cf. infra | cf. infra | cf. infra |       |
| Conseillers de secteur | 22        | 16        | 22        | 30        | 30        | 26        | 32        | 24        | 202   |
| Conseillers municipaux | 11        | 8         | 11        | 15        | 15        | 13        | 16        | 12        | 101   |
| Nombre total d'élus    | 33        | 24        | 33        | 45        | 45        | 39        | 48        | 36        | 303   |

Dans chaque secteur, la liste arrivée en tête obtient la moitié des sièges (arrondie à l'unité supérieure). Le reste est réparti à la proportionnelle entre toutes les listes ayant obtenu au moins 5 % des voix. Un deuxième tour est organisé si aucune liste n'atteint les 50 % au premier tour, seules les listes ayant obtenu au moins 10 % peuvent s'y présenter.

### Enjeux
Lors des précédentes élections, en 2014, la liste UMP conduite par le maire sortant Jean-Claude Gaudin l’emporte face à la liste de gauche menée par Patrick Mennucci et à celle du Front national de Stéphane Ravier qui, pour la première fois, réussit à remporter un secteur de la ville. Jean-Claude Gaudin parvient ainsi à se faire élire pour un quatrième mandat par le nouveau conseil municipal.

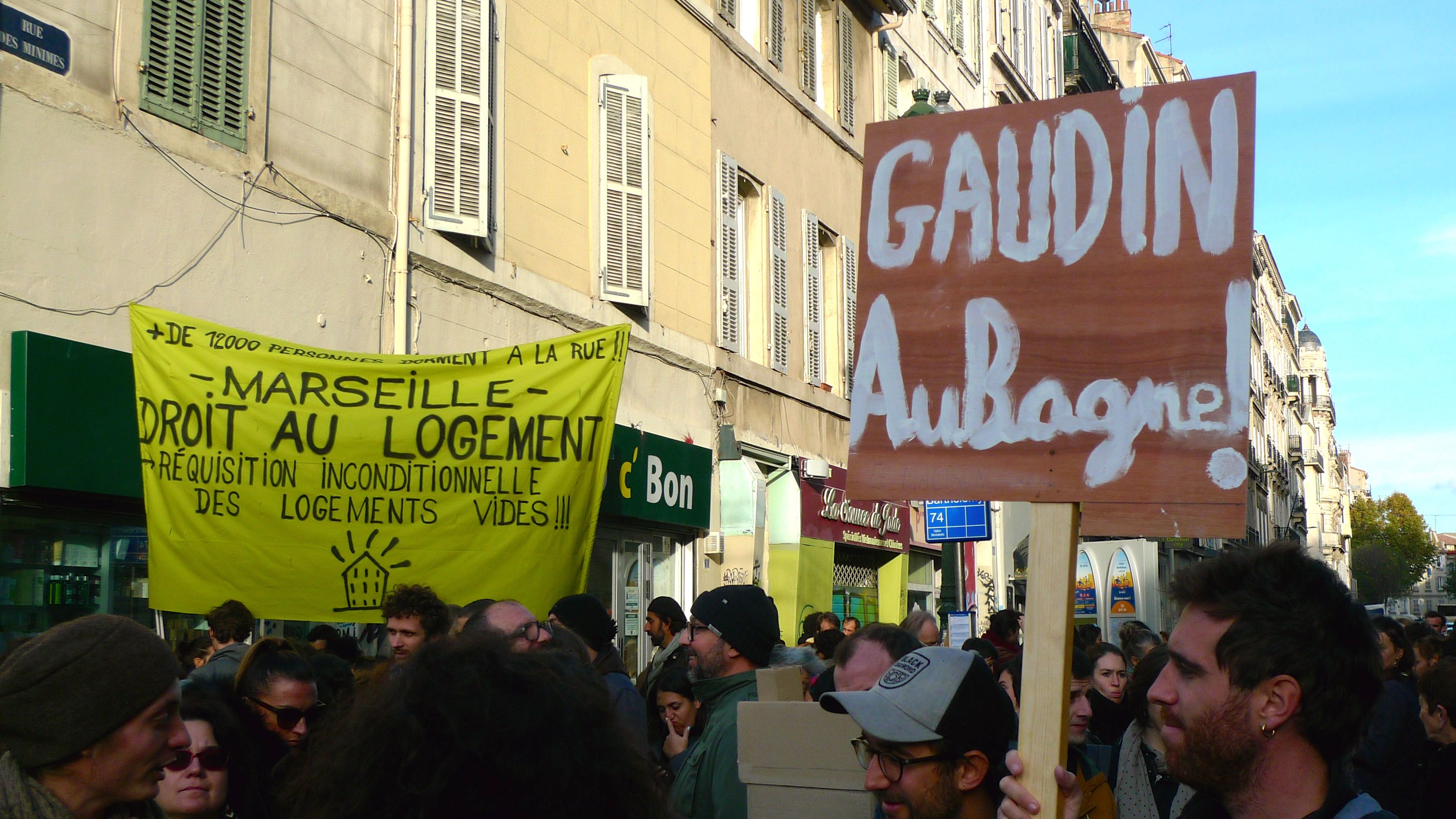
Manifestation en décembre 2018 à la suite de l'effondrement des immeubles de la rue d'Aubagne.

Depuis, la municipalité de Jean-Claude Gaudin est confrontée à plusieurs scandales concernant l'état de délabrement des écoles publiques de la ville,, la contestation par les habitants des projets de rénovation urbaine notamment dans le quartier de la Plaine, et, surtout, l'effondrement d'immeubles vétustes de la rue d'Aubagne à Noailles ayant provoqué la mort de huit personnes et l'évacuation de 2 500 habitants. La mairie est accusée d'être responsable de ces effondrements par son manque d'action pour la résorption des logements vétustes,. Il est par ailleurs révélé que des élus locaux Les Républicains sont propriétaires de tels logements,.
Parallèlement, la commune de Marseille a été intégrée en janvier 2016 à la métropole d'Aix-Marseille-Provence, dont Jean-Claude Gaudin est président jusqu'en septembre 2018,.

## Candidatures
| Liste | Liste                                               | Partis politiques | Candidat à la mairie |
| ----- | --------------------------------------------------- | --- | -------------------- |
|       | Printemps marseillais                               | Parti communiste français Parti socialiste La France insoumise Europe Écologie Les Verts Génération.s Gauche républicaine et socialiste Ensemble ! Nouvelle Donne Parti de gauche Place publique Les Radicaux de gauche Parti pirate | Michèle Rubirola     |
|       | Debout Marseille                                    | Europe Écologie Les Verts Génération écologie Alliance écologiste indépendante Partit occitan | Sébastien Barles     |
|       | Au nom du peuple de Marseille, Marseille avant tout | Divers gauche Mouvement radical Parti socialiste diss. | Samia Ghali          |
|       | Voir grand, agir vite                               | La République en marche Agir Union des démocrates et des écologistes Union des démocrates et indépendants | Yvon Berland         |
|       | Une volonté pour Marseille                          | Les Républicains La République en marche Écologie bleue Soyons libres Les Centristes Mouvement démocrate | Martine Vassal       |
|       | Ensemble pour Marseille                             | Les Républicains Le Trèfle - Les nouveaux écologistes Mouvement hommes animaux nature Mouvement écologiste indépendant | Bruno Gilles         |
|       | Protéger les Marseillais, faire briller Marseille   | Rassemblement national | Stéphane Ravier      |

### Michèle Rubirola (Printemps marseillais)
Alors qu'il est régulièrement pressenti pour se présenter aux élections municipales de 2020 à Marseille,,, Jean-Luc Mélenchon indique en novembre 2019 qu’il ne sera « plus candidat à rien ». À la suite d'un vote interne, les militants de La France insoumise désignent alors deux chefs de file : Sophie Camard et Mohamed Bensaada.
Le 23 juin 2019, la commission nationale d’investiture du PS accorde, elle, son soutien à Benoît Payan, président du groupe socialiste au conseil municipal.
Un projet d'union de la gauche, initié dès 2018 par le collectif Mad Mars, est formulé publiquement dès le mois de mai 2019, en excluant toute participation de la République en marche. Par ailleurs, quelques jours avant, le Parti communiste français a lui aussi appelé les partis de gauche à s'unir sous une seule bannière. La sénatrice apparentée socialiste Samia Ghali a répondu défavorablement aux deux appels.
Le 10 juillet 2019, des personnalités de gauche, élus et membres de la société civile, lancent un appel à l’union en vue des élections municipales et voient dans leur initiative « l’acte de naissance d’un mouvement sans précédent à Marseille ». Parmi les signataires de cette lettre ouverte publiée dans Libération, figurent des personnalités culturelles comme l’actrice Ariane Ascaride, le réalisateur Robert Guédiguian, le journaliste Philippe Pujol, des élus locaux comme Michèle Rubirola (EÉLV), Jean-Marc Coppola (PCF), la porte-parole du collectif Mad Mars Olivia Fortin et les chefs de file du PS, dont Benoît Payan et Sophie Camard, l'une des deux chefs de file de la France insoumise. Le Printemps marseillais naît de ces protagonistes en octobre.
Le 15 décembre 2019, La France insoumise exprime son désaccord concernant la possible désignation de Benoît Payan comme tête de liste du Printemps marseillais, et l'absence de conciliation avec le Pacte démocratique, un mouvement citoyen issus des états généraux de Marseille qui reproche au Printemps marseillais de ne pas prendre en compte la parole citoyenne. Le 6 janvier 2020, Benoît Payan renonce à une possible candidature et appelle à soutenir Michèle Rubirola, qui recueille aussi les soutiens des Radicaux de gauche, Génération.s et Place publique.
Deux militants du Parti pirate sont candidats dans le premier et le quatrième secteur.
Conseillère départementale EELV des Bouches-du-Rhône et militante historique des Verts puis d'EELV, Michèle Rubirola était à la genèse du Printemps marseillais mais EELV fait le choix en octobre 2019 de mener une liste autonome et de ne pas rejoindre ce mouvement. Michèle Rubirola décide alors elle de continuer au sein du Printemps marseillais et son parti la suspend.
| Secteur       | Tête de liste      | Parti | Parti | Commentaire |
| ------------- | ------------------ | ----- | ----- | --- |
| Ier (1/7)     | Sophie Camard      |       | GRS   | Députée suppléante de Jean-Luc Mélenchon (4e circonscription)                                                                               |
| IIe (2/3)     | Benoît Payan       |       | PS    | Conseiller départemental (canton de Marseille-1), conseiller municipal du IIIe secteur, président du groupe socialiste au conseil municipal |
| IIIe (4/5)    | Michèle Rubirola   |       | EELV  | Conseillère départementale (canton de Marseille-1), membre d'EELV                                                                           |
| IVe (6/8)     | Olivia Fortin      |       | DVG   | Fondatrice de MadMars |
| Ve (9/10)     | Aïcha Sif          |       | EELV  | Ancienne conseillère régionale EELV |
| VIe (11/12)   | Yannick Ohanessian |       | PS    | Membre du bureau national du PS |
| VIIe (13/14)  | Jérémy Bacchi      |       | PCF   | Secrétaire départemental du PCF |
| VIIIe (15/16) | Jean-Marc Coppola  |       | PCF   | Conseiller municipal |

### Samia Ghali
La sénatrice Samia Ghali, battue lors de la primaire socialiste en 2014, « n'exclut pas du tout » d'être à nouveau candidate à la mairie de Marseille en 2020. Elle ne renouvelle pas son adhésion au Parti socialiste en 2019 et créé un micro parti, « Marseille avant tout ». En novembre 2019, elle dit avoir « envie d'être candidate », ce qu'elle confirme en présentant son programme à la mi-décembre.
| Secteur       | Tête de liste         | Parti                  | Parti | Commentaire |
| ------------- | --------------------- | ---------------------- | ----- | ----------- |
| Ier (1/7)     | Gaëtan Poitevin       |                        | DVG   |             |
| IIe (2/3)     | Alain Lhote           |                        | DVG   |             |
| IIIe (4/5)    | David Bergeron        |                        | DVG   |             |
| IVe (6/8)     | Pierre-Henri Blanc    |                        | DVG   |             |
| Ve (9/10)     | Zoé Poncelet          |                        | DVG   |             |
| VIe (11/12)   | François de Cambiaire |                        | DVG   |             |
| VIIe (13/14)  | Julien Rossi          |                        | DVG   |             |
| VIIIe (15/16) | Samia Ghali           | Conseillère municipale | DVG   |             |

### Sébastien Barles (Europe Écologie Les Verts)
Europe Écologie Les Verts, poussé par des bons scores aux élections européennes, hésite sur la stratégie à adopter : participer à l'union de la gauche ou mener une liste écologiste et citoyenne autonome. Les militants sont appelés à se prononcer sur la stratégie le 5 octobre. Avec 81 % des 73 voix exprimées, EÉLV valide une stratégie autonome en participant à une liste de « rassemblement des écologistes », avec ses alliés des élections européennes, Régions et peuples solidaires et l'Alliance écologiste indépendante, mais aussi les membres de la liste Urgence écologie (Génération écologie, Mouvement écologiste indépendant, Mouvement des progressistes). Sébastien Barles, ex-assistant parlementaire de Michèle Rivasi au Parlement européen, est désigné pour être tête de liste de ce « rassemblement des écologistes ».
Le 24 février 2020, Lydia Frentzel, initialement tête de liste dans le 8e secteur, annonce rejoindre le Printemps marseillais et devient colistière de Jean-Marc Coppola. EÉLV, via le compte Twitter de la liste Debout Marseille ! annonce aussitôt dans un communiqué qu'une nouvelle investiture aura lieu pour la remplacer.
Dans les 13e et 14e arrondissements, Europe Écologie Les Verts soutient la liste de Mohamed Bensaada, chef de file de La France insoumise (LFI) et militant des quartiers populaires, dans le but affiché de battre le candidat du Rassemblement national, Stéphane Ravier. Cette liste est appuyée par le comité électoral de LFI.
| Secteur       | Tête de liste                                                    | Parti                                                            | Parti                                                            | Commentaire                                                      |
| ------------- | ---------------------------------------------------------------- | ---------------------------------------------------------------- | ---------------------------------------------------------------- | ---------------------------------------------------------------- |
| Ier (1/7)     | Sébastien Barles                                                 |                                                                  | EÉLV                                                             | Conseiller municipal                                             |
| IIe (2/3)     | Nouriati Djambae                                                 |                                                                  | EÉLV                                                             | Conseillère du VIIIe secteur, conseillère métropolitaine         |
| IIIe (4/5)    | Fabien Perez                                                     |                                                                  | EÉLV                                                             | Avocat                                                           |
| IVe (6/8)     | Christine Juste                                                  |                                                                  | EÉLV                                                             | Chef d'entreprise                                                |
| Ve (9/10)     | Hervé Menchon                                                    |                                                                  | EÉLV                                                             | Conseiller du IVe secteur                                        |
| VIe (11/12)   | Jean-Marc Signes                                                 |                                                                  | GÉ                                                               | Cadre                                                            |
| VIIe (13/14)  | Soutien à la liste « Unir ! » de Mohamed Bensaada (LFI-EÉLV-PDM) | Soutien à la liste « Unir ! » de Mohamed Bensaada (LFI-EÉLV-PDM) | Soutien à la liste « Unir ! » de Mohamed Bensaada (LFI-EÉLV-PDM) | Soutien à la liste « Unir ! » de Mohamed Bensaada (LFI-EÉLV-PDM) |
| VIIIe (15/16) | Chahidati Soilihi                                                |                                                                  | EÉLV                                                             | Cheminote, militante associative                                 |

### Yvon Berland (La République en marche)
Le ministre de l'Intérieur et ancien candidat à la présidence du conseil régional de Provence-Alpes-Côte d'Azur, Christophe Castaner, est pressenti pour être le candidat de La République en marche lors des élections municipales de 2020 à Marseille. En juin 2019, le député Saïd Ahamada est le premier à annoncer sa candidature à l’investiture du parti. Yvon Berland, président de l’université d'Aix-Marseille, annonce sa candidature à l'investiture le 19 juin 2019.
Le nom de Jean-Philippe Agresti, doyen de la faculté de droit d'Aix-Marseille, est également évoqué pour la course à l'investiture. Proche d'Emmanuel Macron, il plaide pour une union avec Martine Vassal avec laquelle il a participé à une réunion publique le 4 juillet 2019. Finalement, il rejoint Martine Vassal et se présente comme tête de liste dans le troisième secteur.
D'autres candidats sont régulièrement cités : l'architecte Corinne Vezzoni, le dirigeant patronal Johan Bencivenga, ou encore le président de l'Union des démocrates et des écologistes Christophe Madrolle.
Saïd Ahamada, exaspéré par la lenteur de la décision du parti présidentiel, fait savoir le 19 novembre qu'il sera candidat, avec ou sans son appui. Le verdict de la République en marche est rendu le 9 décembre, décernant l'investiture à Yvon Berland. Ahamada annonce son ralliement quelques jours plus tard.
Le 18 février, Christophe Madrolles (UDE), crédité de 3 % dans le sondage de janvier, annonce que sa liste Les Écologistes se fond dans celle d'Yvon Berland dès le premier tour.
| Secteur       | Tête de liste                  | Parti | Parti | Commentaire                                                  |
| ------------- | ------------------------------ | ----- | ----- | ------------------------------------------------------------ |
| Ier (1/7)     | Arnaud Devigne                 |       | LREM  | Entrepreneur                                                 |
| IIe (2/3)     | Maliza Saïd-Soilihi            |       | Agir  | Conseillère municipale du Ier secteur                        |
| IIIe (4/5)    | Mathieu Grapeloup              |       | LREM  | « Influenceur »                                              |
| IVe (6/8)     | Yvon Berland                   |       | LREM  | Ancien président de l'université d'Aix-Marseille             |
| Ve (9/10)     | Sophie Goy                     |       | UDE   | Ancienne conseillère municipale du Ier secteur               |
| VIe (11/12)   | Pascal Chamassian              |       | DVG   | Conseiller du IIe secteur                                    |
| VIIe (13/14)  | Marie-Florence Bulteau-Rambaud |       | MoDem | Conseillère régionale                                        |
| VIIIe (15/16) | Saïd Ahamada                   |       | LREM  | Député de la 7e circonscription, conseiller du VIIIe secteur |

### Martine Vassal (Les Républicains)
Le président du conseil régional de PACA, Renaud Muselier, un temps pressenti pour se présenter, n’est pas candidat. En 2019, il déclare qu'une candidature de Martine Vassal soutenue par Gaudin « en [ferait] la cible naturelle des flèches contre le bilan désastreux de Jean-Claude Gaudin ». Il apporte finalement son soutien à Martine Vassal en janvier 2020.
En juin 2019, appuyée par Jean-Claude Gaudin, la présidente du conseil départemental des Bouches-du-Rhône et de la métropole d'Aix-Marseille-Provence, Martine Vassal, appelle à un rassemblement avec La République en marche dès le premier tour. Elle annonce cependant sa candidature le 13 septembre 2019, un an pile après la déclaration de Bruno Gilles. Les deux députés LR marseillais Valérie Boyer et Guy Teissier la soutiennent, comme les maires de secteur Sabine Bernasconi, Yves Moraine, Lionel Royer-Perreaut et Julien Ravier, et le mouvement Écologie bleue.
Martine Vassal est investie par la commission nationale de LR le 27 novembre 2019. Elle avait déjà annoncé l'investiture de Valérie Boyer dans le secteur VI, tandis que le secteur III ne connaît toujours pas sa tête de liste LR, qui fera face au dissident Bruno Gilles. Un temps évoquée pour ce secteur clé, l'investiture de Xavier Bonnard, président de la SPA Marseille, reste incertaine : il fait l'objet d'une procédure judiciaire intentée par le trésorier de la SPA Marseille pour mauvaise gestion ; de plus, l'entourage de Martine Vassal ne le qualifie que de « référent de terrain ». Jean-Philippe Agresti, membre de LREM et candidat malheureux à l'investiture du parti présidentiel, la rallie en janvier, de même que le Mouvement démocrate (MoDem) le mois suivant.
| Secteur       | Tête de liste         | Parti | Parti  | Commentaire                                                                                    |
| ------------- | --------------------- | ----- | ------ | ---------------------------------------------------------------------------------------------- |
| Ier (1/7)     | Sabine Bernasconi     |       | LR     | Vice-présidente du conseil départemental (Marseille-12)                                        |
| IIe (2/3)     | Solange Biaggi        |       | LR     | Vice-présidente du conseil départemental (Marseille-11)                                        |
| IIIe (4/5)    | Jean-Philippe Agresti |       | DVC    | Doyen de la faculté de droit d'Aix-Marseille                                                   |
| IVe (6/8)     | Martine Vassal        |       | LR     | Présidente du conseil départemental (Marseille-10) et de la métropole d'Aix-Marseille-Provence |
| Ve (9/10)     | Lionel Royer-Perreaut |       | LR     | Maire du Ve secteur de Marseille, conseiller départemental (Marseille-10)                      |
| VIe (11/12)   | Julien Ravier         |       | LR     | Maire du VIe secteur de Marseille                                                              |
| VIIe (13/14)  | David Galtier         |       | LR-DVD | Général d'armée de la Gendarmerie nationale                                                    |
| VIIIe (15/16) | Moussa Maaskri        |       | LR     | Acteur                                                                                         |

### Bruno Gilles
Après l'annonce de Jean-Claude Gaudin de ne pas briguer un nouveau mandat, le sénateur et maire du 3e secteur de Marseille Bruno Gilles est présenté par l'édile sortant comme un successeur probable parmi les différents prétendants de sa majorité municipale. Le 13 septembre 2018, il annonce sa candidature, et il précise le 23 mai 2019 qu'il sera prétendant avec ou sans l'investiture de son parti.
Bruno Gilles a reçu le soutien de la maire de secteur Marine Pustorino (qui lui a succédé dans les 4e et 5e arrondissements) et de Robert Assante. Le double champion de handball Jackson Richardson fait campagne pour lui et contribue à son projet participatif.
Les Républicains préférant investir Martine Vassal le 27 novembre 2019, Bruno Gilles fait aussitôt savoir qu'il maintient sa candidature. Il quitte le parti ainsi que la présidence de la fédération des Bouches-du-Rhône le 9 décembre.
Lisette Narducci, maire sortante du IIe secteur, issue du PS et passée par le Parti radical de gauche avant de rejoindre les listes de Jean-Claude Gaudin entre les deux tours des élections de 2014, annonce quitter la majorité municipale pour se représenter dans son secteur. Elle rejoint Bruno Gilles le 14 janvier 2020.
Fin janvier, le conseiller régional délégué Ludovic Perney, la vice-présidente du département Sandra Dalbin et Cécile Vignes (un temps candidate déclarée à la mairie du 11-12 pour le « collectif du 11-12 ») rejoignent Bruno Gilles.
| Secteur       | Tête de liste         | Parti | Parti | Commentaire                                  |
| ------------- | --------------------- | ----- | ----- | -------------------------------------------- |
| Ier (1/7)     | René Baccino          |       | DVD   |                                              |
| IIe (2/3)     | Lisette Narducci      |       | MR    | Conseillère départementale                   |
| IIIe (4/5)    | Bruno Gilles          |       | DVD   | Conseiller municipal                         |
| IVe (6/8)     | Ludovic Perney        |       | LR    | Conseiller régional                          |
| Ve (9/10)     | Nathalie Simon        |       | DVD   | Adjointe au maire du Ve secteur de Marseille |
| VIe (11/12)   | Robert Assante        |       | DVD   |                                              |
| VIIe (13/14)  | Josepha Colin         |       | DVD   |                                              |
| VIIIe (15/16) | Jean-Marc Corteggiani |       | DVD   |                                              |

### Stéphane Ravier (Rassemblement national)
Stéphane Ravier lance sa campagne le 28 septembre 2018, alors que le Rassemblement national n'a toujours pas annoncé les candidats du parti.
En juin 2019, les médias évoquent une potentielle candidature de Marion Maréchal. Alors que Stéphane Ravier indique qu’il retirerait sa candidature dans cette hypothèse, Marion Maréchal dément cette possibilité quelques jours plus tard.
Le Rassemblement national présente le 19 septembre 2019 ses huit têtes de liste.
| Secteur       | Tête de liste     | Parti | Parti | Commentaire                              |
| ------------- | ----------------- | ----- | ----- | ---------------------------------------- |
| Ier (1/7)     | Clémence Parodi   |       | RN    |                                          |
| IIe (2/3)     | Jeanne Marti      |       | RN    | Conseillère municipale et métropolitaine |
| IIIe (4/5)    | Jean-François Luc |       | RN    | Conseiller régional                      |
| IVe (6/8)     | Bernard Marandat  |       | RN    | Conseiller municipal et métropolitain    |
| Ve (9/10)     | Éléonore Bez      |       | RN    | Conseillère régionale                    |
| VIe (11/12)   | Franck Allisio    |       | RN    | Conseiller régional                      |
| VIIe (13/14)  | Stéphane Ravier   |       | RN    | Sénateur, ancien maire du VIIe secteur   |
| VIIIe (15/16) | Sophie Grech      |       | RN    | Conseillère régionale                    |

## Campagne

### Déroulement
Le premier tour a lieu malgré la pandémie de Covid-19 en France, le lendemain de l'annonce par le gouvernement de la fermeture des lieux publics non indispensables. Les consignes d'hygiène ne sont pas respectées dans certains bureaux de vote. Des irrégularités sont dénoncées. Le bureau de vote de Félix-Pyat (3e) est attaqué par des individus qui tentent de dérober l’urne.

### Sondages

#### Ville entière

##### Premier tour
| Institut | Date                  | Échantillon | PS-PCF-G.s-LFI | EÉLV   | DVG   | UDE      | LREM-Agir-UDI | LR     | DVD    | RN     |
| Institut | Date                  | Échantillon | Rubirola       | Barles | Ghali | Madrolle | Berland       | Vassal | Gilles | Ravier |
| -------- | --------------------- | ----------- | -------------- | ------ | ----- | -------- | ------------- | ------ | ------ | ------ |
| Institut | Date                  | Échantillon |                |        |       |          |               |        |        |        |
| Ifop     | 2 au 6 mars 2020      | 704         | 18             | 10     | 9     | —        | 7             | 24     | 10     | 22     |
| Ipsos    | 10 au 14 janvier 2020 | 605         | 16             | 14     | 7     | 3        | 8             | 23     | 7      | 22     |

##### Second tour
| Institut | Date               | Échantillon | PS-PCF-LFI-G.s | EÉLV-AÉI | LR     | RN     |
| Institut | Date               | Échantillon | Rubirola       | Barles   | Vassal | Ravier |
| -------- | ------------------ | ----------- | -------------- | -------- | ------ | ------ |
| Institut | Date               | Échantillon |                |          |        |        |
| BVA      | 9 au 15 juin 2020  | 1 009       | 35             | 35       | 30     | 20     |
| Ifop     | 13 au 15 juin 2020 | 703         | 36             | 36       | 29     | 22     |
| Ifop     | 2 au 6 mars 2020   | 704         | 35             | 35       | 39     | 26     |
| Ifop     | 2 au 6 mars 2020   | 704         | 26             | 15       | 36     | 23     |

## Affaire des procurations frauduleuses

### Enquête pénale
Des vidéos enregistrées pendant le scrutin du 15 mars montrent la tête de liste LR Julien Ravier insistant pour accepter des procurations non inscrites sur les registres officiels. Avant le second tour, des soupçons de fraude aux procurations de militants et de candidats Les Républicains entraînent l'ouverture par la  brigade financière de la Police judiciaire d'une enquête pour « faux, usage de faux et manœuvres frauduleuses tendant à l’exercice irrégulier d’un vote par procuration », la perquisition de deux permanences LR et du service municipal des élections. La candidate LR à la mairie, Martine Vassal, demande l'annulation de toutes les procurations. Une semaine après ces premières annonces, des journalistes de France 2 affirment que des « procurations irrégulières » ont été établies au premier tour des élections municipales pour des résidents d'un EHPAD du 12e arrondissement de Marseille ; plusieurs personnalités locales LR et proches de Julien Ravier et de Valérie Boyer figurent parmi les mandataires de ces procurations le directeur du cabinet de Ravier, Richard Omiros, la directrice générale des services (DGS) et l’adjoint à l’urbanisme du 6e secteur, Pierre Laget. Après sa réélection de justesse dans le secteur des 11e-12e, Julien Ravier (LR) est entendu par les enquêteurs sans être placé en garde à vue, selon lui « à [sa] propre demande faite avant le second tour », et sa mairie perquisitionnée,,. Julien Ravier se dit « totalement étranger aux procédures de procurations ». La directrice générale des services (DGS) et deux employés municipaux sont aussi placés en garde à vue.
Le 22 septembre 2020, neuf personnes (dont le directeur de l'Ehpad Saint-Barnabé, Yves Moraine, Julien Ravier, et Richard Omiros, son directeur de cabinet et de campagne, sa directrice générale des services ainsi que l’élue Magali Devouge) sont mises en garde à vue,,.  Ils sont interrogés sur les circuits de recueils de procurations dans les 6e et 8e arrondissements (dont Yves Moraine est l’ancien maire), et les 11e et 12e (toujours dirigé par Julien Ravier) où une cinquantaine de résidents d’un Ehpad ont voté à leur insu par procuration. Les neuf personnes interrogées sortent au bout de 36 heures,. Selon un communiqué de la procureure de Marseille Dominique Laurens, l'enquête est alors en voie d'achèvement. Marsactu estime que le parquet pourrait chercher à agir avant que Julien Ravier ne bénéficie de l'immunité parlementaire, qu'il pourrait acquérir si Valérie Boyer est élue au Sénat et qu'il prend sa place à l’Assemblée où, il est son suppléant. Richard Omiros déclare à La Marseillaise le 20 octobre qu'il ne s'est jamais occupé de procurations et n'a pas été habilité à en recueillir. Selon lui, il aurait seulement été l’un des mandataires d’une procuration venant de l’Ehpad « sans savoir d’où elle venait ».
Dans le cadre de l'enquête autour du rôle présumé de Julien Ravier, les enquêteurs de la brigade financière perquisitionnent le 10 novembre le domicile de Karim Rebouh et un lieu de culte associatif financé à sa construction par des subventions publiques, et entendent Mr Rebough, agent électoral et influant militant associatif, et le président de l’association gérant le lieu de culte. Julien Ravier bénéficie depuis le 7 octobre de l’immunité parlementaire.
L'enquête concernant les scrutins dans les 6e-8e et 11e-12e arrondissements de la ville est bouclée le 3 mars 2021,. La division économique et financière de la police judiciaire conclut début juillet 2021 que « des militants, fonctionnaires, personnes politiques ont perdu tout discernement dans cette course aux voix pour les élections municipales, allant même jusqu’à “chasser” des procurations illégales dans un Ehpad ». Les 56 procurations au nom de résidents de l’Ehpad de Saint-Barnabé ont été rédigées à partir d'informations transmises par l’établissement, et transmises à des mandataires contactés « par la mairie »; pour au moins l'un d'eux, c'est en remerciement d'un emploi à la Mairie. Les enquêteurs désignent Richard Omiros, directeur de cabinet et directeur de campagne de Julien Ravier et Claudine Hernandez, la directrice générale des services de la mairie de secteur, comme les « organisateurs du système »,.
Du côté de la gauche, début juillet 2020, alors que des fraudes sont évoquées dans le VIIIe secteurs, la Police judiciaire interroge, en audition libre, quatre policiers de la division Nord au sujet de procurations suspectes au bénéfice de Samia Ghali,, et quatre personnes dont un policier sont mis en garde à vue. Deux colistiers de Samia Ghali, Marguerite Pasquini et Roland Cazzola, entendus dans cette affaire sont rétrogradés, temporairement au rang de conseillers municipaux délégués après l'élection de Benoît Payan. Mme Pasquini reconnait à l’issue de cette première garde à vue, avoir participé à l’établissement de procurations illégales. Fin octobre 2021, Samia Ghali est à nouveau entendue comme suspect libre et Roland Cazzola, Marguerite Pasquini et le commandant de police du 15e arrondissement, Henri Gil, sous le régime de la garde à vue dans l'enquête préliminaire ouverte pour manœuvre frauduleuse et faux et usage de faux. Roland Cazzola reconnait avoir remis à Marguerite Pasquini des formulaires qu’il avait récoltés. Celle-ci est soupçonnée d’avoir eu un rôle de centralisation formulaires de procuration.
Début août 2023, quatorze personnes sont citées devant le tribunal correctionnel de Marseille, soupçonnées d’avoir orchestré un vaste système frauduleux de procurations illégales. Un procès est attendu en 2024 pour les deux têtes de liste Julien Ravier et Yves Moraine, et les nombreux artisans de ce qui est décrit comme une « chasse aux procurations simplifiées », notamment Richard Omiros, le directeur de la campagne de Julien Ravier, Roland Chervet, commandant de police à l’époque, qui aurait illégalement validé 194 procurations.
An avril 2024, Yves Moraine et cinq autres acteurs de l'affaire s'engagent dans une procédure de reconnaissance préalable de culpabilité, mais l'audience est renvoyée le temps que la justice décide si l'affaire relève ou non d'un « délit politique », qui ne peut être jugé dans le cadre de cette procédure accélérée,. Le procès est prévu du 23 au 27 septembre 2024,,. Une autre personne dont le nom n'est pas communiqué par le parquet est jugée via une CRPC le 4 septembre 2024 et condamnée à trois mois de prison avec sursis, 5 000 € d'amende et trois ans d'inéligibilité.
En juin 2024, deux conseillers municipaux proches de Samia Ghali, Roland Cazzola et Marguerite Pasquini, sont convoqués pour répondre de manœuvres frauduleuses en vue de réaliser une centaine de procurations lors des municipales 2020,. Avec Patricia Aharonian, ils seront jugés du 28 au 30 octobre devant le tribunal judiciaire de Marseille.

### Procès

#### Procès des procurations pour la listeUne volonté pour Marseille(Les Républicains)
Julien Ravier et Yves Moraine et onze autres personnes sont jugés à partir du 23 septembre 2024 pour 194 procurations illégales,,,, des faits relevant des qualifications de faux et usage dans un document administratif et manœuvre frauduleuse tendant à l’exercice irrégulier d’un vote par procuration. Roland Chervet, l’ancien commandant de police, Richard Omiros, l’ancien directeur de cabinet et de campagne de Julien Ravier, et Claudine Hernandez, directrice générale des services de la mairie des 11e et 12e arrondissements ne se présentent pas, pour des raisons de santé,. Sylvain Souvestre, Valérie Boyer et Martine Vassal ne sont pas convoqués. À l'audience le système permettant d'établir les « procurations simplifiées » illégales avec des signatures falsifiées est exposé. L'implication forte de l’équipe de campagne de Julien Ravier et du personnel municipal est démontrée,. Julien Ravier sé défend en chargeant ses subalternes, dont Richard Omiros, présenté comme un collaborateur qui aurait fait du zèle pour l'impressionner et Sylvain Souvestre, son successeur et colistier de l’époque. Les messages dont Julien Ravier était destinataire sont accablants,,. Le parquet requiert des amendes, du sursis et de l'inéligibilité (jusqu'à 10 ans) pour presque tous les prévenus,. Les avocats des prévenus plaident la relaxe. Le jugement est mis en délibéré au 27 janvier 2025.

#### Procès des procurations pour la listeAu nom du peuple de Marseille, Marseille avant tout
Deux colistiers de Samia Ghali, Roland Cazzola et Marguerite Pasquini, et une ancienne élue, Patricia Aharonian, sont sont accusés d’avoir collecté des procurations et de les avoir apportées au commissariat du 15e arrondissement de Marseille sans la présence des votants, et jugés à partir du 28 au 30 octobre,. Aucun agent de police impliqué n'est jugé ; l'un d'eux, Henri Gil, est décédé durant la procédure judiciaire. Le parquet requiert du sursis, des amendes et de l'inéligibilité contre Roland Cazzola et Marguerite Pasquini. Le jugement sera rendu le 27 janvier.

### Recours administratifs
Plusieurs recours sont déposés concernant 3 scrutins,, sans  incidence sur la victoire du Printemps Marseillais à la mairie centrale. Ils sont tous rejetés par le tribunal administratif.
Le candidat malheureux du Printemps marseillais dans les 11e-12e dépose un recours en annulation et annonce souhaiter se porter partie civile au pénal. Le candidat LREM Pascal Chamassian ainsi que François de Cambiaire, candidat soutenant Samia Ghali dans le secteur, ont eux aussi déposé chacun un recours en annulation dans le secteur.  Stéphane Ravier dépose un recours en annulation dans les 13e-14e, tout comme Françoise Bulteau-Rambeau, candidate LREM éliminée dès le premier tour dans le secteur. Un troisième recours en annulation a été déposé dans les 2e-3e. Jean-Philippe Agresti, tête de liste LR dans les 4e-5e, a également saisi la justice. Les recours sont examinés en février 2021.
Le recours du 7e secteur de Marseille, perdu par le sénateur RN Stéphane Ravier de 387 voix, devait être validé, selon l'avis du rapporteur public; le jugement en mis en délibéré au 9 mars 2021. Le recours de Jean-Philippe Agresti (LR) concernant l'élection dans le 3e secteur est lui aussi rejeté. Le rapporteur public conclut de façon identique pour en ce qui concerne l’élection dans les 11e et 12e arrondissements de Julien Ravier, et les soupçons de fraudes aux procurations en EHPAD qui sont selon lui « sans incidence » sur les résultats, et le tribunal déboute les concurrents de Julien Ravier. Mais en novembre 2021, Blast révèle que le Conseil d’État s’apprête à invalider le scrutin dans le 6e secteur, alors qu’en mars le tribunal administratif avait rejeté le recours en annulation,. Le rapporteur public demande à valider l'élection dans les 11e et 12e arrondissements de Marseille, mais à annuler l’élection de Julien Ravier et à prononcer un an d'inéligibilité pour Julien Ravier et deux de ses colistiers,,. Le 11 janvier 2022, le Conseil d'État confirme les résultats des élections municipales de 2020 dans le 6e secteur de Marseille en entérinant la victoire de la liste LR, mais acte les fraudes, annule l'élection de Julien Ravier et de deux de ses colistiers (Magali Devouge et Joëlle di Quirico) et les condamne à un an d'inéligibilité. Par conséquent, ils ne pourront pas se présenter aux élections législatives de 2022,,.
L'affaire est jugée indépendamment au pénal, où une vingtaine de personnes comparaitront devant le tribunal correctionnel,.

### Rappel des résultats de 2014

Liste arrivée en tête par secteur en 2014.

## Résultats

### Maires sortants et maires élus
| Secteur            | Arrondissement     | Maire sortant         | Parti | Parti | Maire élu             | Parti | Parti |
| ------------------ | ------------------ | --------------------- | ----- | ----- | --------------------- | ----- | ----- |
| Ville de Marseille | Ville de Marseille | Jean-Claude Gaudin    |       | LR    | Michèle Rubirola      |       | EELV  |
| Ier                | 1er et 7e          | Sabine Bernasconi     |       | LR    | Sophie Camard         |       | GRS   |
| IIe                | 2e et 3e           | Lisette Narducci      |       | MR    | Anthony Krehmeier     |       | PS    |
| IIIe               | 4e et 5e           | Marine Pustorino      |       | DVD   | Didier Jau            |       | EELV  |
| IVe                | 6e et 8e           | Yves Moraine          |       | LR    | Pierre Benarroche     |       | DVG   |
| Ve                 | 9e et 10e          | Lionel Royer-Perreaut |       | LR    | Lionel Royer-Perreaut |       | LR    |
| VIe                | 11e et 12e         | Julien Ravier         |       | LR    | Julien Ravier         |       | LR    |
| VIIe               | 13e et 14e         | Sandrine d'Angio      |       | RN    | Marion Bareille       |       | LR    |
| VIIIe              | 15e et 16e         | Roger Ruzé            |       | DVG   | Nadia Boulainseur     |       | PS    |

### Résultats globaux
Résultats cumulés pour les huit secteurs de la ville. Pour les détails, voir les résultats par secteur.

Listes arrivées en tête et qualifiées par secteur à l'issue du premier tour.

Liste gagnante par secteur à l'issue du second tour.

|                                                                                             |                                                                                         |              |              |             |             |        |        |        |  |
| Liste                                                                                       | Liste                                                                                   | Premier tour | Premier tour | Second tour | Second tour | Sièges | Sièges | Sièges |  |
| Liste                                                                                       | Liste                                                                                   | Voix         | %            | Voix        | %           | CS     | CM     | CC     |  |
|                                                                                             | Parti socialiste - Parti communiste français - Parti pirate - EELV diss. - LFI diss.    | 37 955       | 23,44        | 66 512      | 38,28       | 83     | 42     | 42     |  |
| Le Printemps marseillais, le rassemblement de la gauche, des écologistes et des citoyens    |                                                                                         | 37 955       | 23,44        | 66 512      | 38,28       | 83     | 42     | 42     |  |
|                                                                                             | Europe Écologie Les Verts - Génération écologie - La France insoumise diss.             | 13 115       | 8,10         | 66 512      | 38,28       | 83     | 42     | 42     |  |
| Debout Marseille                                                                            |                                                                                         | 13 115       | 8,10         | 66 512      | 38,28       | 83     | 42     | 42     |  |
|                                                                                             | Les Républicains - Les Centristes - Mouvement démocrate - La République en marche diss. | 36 143       | 22,32        | 53 421      | 30,75       | 75     | 39     | 41     |  |
| Une volonté pour Marseille avec Martine Vassal                                              |                                                                                         | 36 143       | 22,32        | 53 421      | 30,75       | 75     | 39     | 41     |  |
|                                                                                             | Rassemblement national                                                                  | 31 485       | 19,44        | 35 268      | 20,30       | 21     | 9      | 8      |  |
| Avec Stéphane Ravier, retrouvons Marseille !                                                |                                                                                         | 31 485       | 19,44        | 35 268      | 20,30       | 21     | 9      | 8      |  |
|                                                                                             | Les Républicains diss. - Mouvement radical                                              | 17 251       | 10,65        | 10 859      | 6,25        | 5      | 3      | 3      |  |
| Ensemble pour Marseille avec Bruno Gilles                                                   |                                                                                         | 17 251       | 10,65        | 10 859      | 6,25        | 5      | 3      | 3      |  |
|                                                                                             | Divers gauche                                                                           | 10 381       | 6,41         | 5 025       | 2,89        | 17     | 8      | 8      |  |
| Marseille avant tout avec Samia Ghali                                                       |                                                                                         | 10 381       | 6,41         | 5 025       | 2,89        | 17     | 8      | 8      |  |
|                                                                                             | La République en marche - Agir Union des démocrates et des écologistes                  | 12 751       | 7,87         | 2 658       | 1,53        | 1      | 0      | 0      |  |
| Berland 2020                                                                                |                                                                                         | 12 751       | 7,87         | 2 658       | 1,53        | 1      | 0      | 0      |  |
|                                                                                             | La France insoumise - Europe Écologie Les Verts                                         | 1 354        | 0,84         |             |             |        |        |        |  |
| Unir ! Rassemblement citoyen, écologiste et solidaire                                       |                                                                                         | 1 354        | 0,84         |             |             |        |        |        |  |
|                                                                                             | Divers gauche                                                                           | 453          | 0,28         |             |             |        |        |        |  |
| Listes divers gauche                                                                        |                                                                                         | 453          | 0,28         |             |             |        |        |        |  |
|                                                                                             | Lutte ouvrière                                                                          | 394          | 0,24         |             |             |        |        |        |  |
| Lutte ouvrière – Faire entendre le camp des travailleurs                                    |                                                                                         | 394          | 0,24         |             |             |        |        |        |  |
|                                                                                             | Union populaire républicaine                                                            | 259          | 0,16         |             |             |        |        |        |  |
| Fiers de nos quartiers                                                                      |                                                                                         | 259          | 0,16         |             |             |        |        |        |  |
|                                                                                             | Parti ouvrier indépendant démocratique                                                  | 172          | 0,11         |             |             |        |        |        |  |
| Liste ouvrière d'unité soutenue par le P.O.I.D. « Marseille retour aux services publics ! » |                                                                                         | 172          | 0,11         |             |             |        |        |        |  |
|                                                                                             | Divers extrême droite                                                                   | 113          | 0,07         |             |             |        |        |        |  |
| Listes Extrême droite                                                                       |                                                                                         | 113          | 0,07         |             |             |        |        |        |  |
|                                                                                             | Parti animaliste                                                                        | 89           | 0,05         |             |             |        |        |        |  |
| Marseille animaliste                                                                        |                                                                                         | 89           | 0,05         |             |             |        |        |        |  |
|                                                                                             |                                                                                         |              |              |             |             |        |        |        |  |
| Votes valides                                                                               | Votes valides                                                                           | 161 915      | 97,53        | 173 743     | 96,81       |        |        |        |  |
| Votes blancs                                                                                | Votes blancs                                                                            | 1 486        | 0,90         | 3 555       | 1,98        |        |        |        |  |
| Votes nuls                                                                                  | Votes nuls                                                                              | 2 622        | 1,58         | 2 176       | 1,21        |        |        |        |  |
| Total                                                                                       | Total                                                                                   | 166 023      | 100          | 179 474     | 100         | 202    | 101    | 102    |  |
| Abstention                                                                                  | Abstention                                                                              | 340 708      | 67,24        | 327 938     | 64,63       |        |        |        |  |
| Inscrits / participation                                                                    | Inscrits / participation                                                                | 506 731      | 32,76        | 507 412     | 35,37       |        |        |        |  |

### Résultats par secteur

#### Iersecteur (1eret7earrondissements)
| Tête de liste                                                                            | Tête de liste            | Liste                    | Premier tour | Premier tour | Second tour | Second tour | Sièges | Sièges | Sièges |
| Tête de liste                                                                            | Tête de liste            | Liste                    | Voix         | %            | Voix        | %           | CS     | CM     | CC     |
| ---------------------------------------------------------------------------------------- | ------------------------ | ------------------------ | ------------ | ------------ | ----------- | ----------- | ------ | ------ | ------ |
|                                                                                          | Sophie Camard            | LFI-PS-PCF-PP            | 6 887        | 39,01        | 11 377      | 58,01       | 18     | 9      | 8      |
| Le Printemps marseillais, le rassemblement de la gauche, des écologistes et des citoyens |                          |                          | 6 887        | 39,01        | 11 377      | 58,01       | 18     | 9      | 8      |
|                                                                                          | Sébastien Barles         | EÉLV                     | 1 907        | 10,80        | 11 377      | 58,01       | 18     | 9      | 8      |
| Debout Marseille                                                                         |                          |                          | 1 907        | 10,80        | 11 377      | 58,01       | 18     | 9      | 8      |
|                                                                                          | Sabine Bernasconi        | LR                       | 3 745        | 21,21        | 6 114       | 31,17       | 3      | 2      | 1      |
| Une volonté pour Marseille avec Martine Vassal                                           |                          |                          | 3 745        | 21,21        | 6 114       | 31,17       | 3      | 2      | 1      |
|                                                                                          | Clémence Parodi          | RN                       | 1 915        | 10,84        | 2 120       | 10,81       | 1      | 0      | 0      |
| Avec Stéphane Ravier, retrouvons Marseille !                                             |                          |                          | 1 915        | 10,84        | 2 120       | 10,81       | 1      | 0      | 0      |
|                                                                                          | Arnaud Devigne           | LREM                     | 1 520        | 8,61         |             |             |        |        |        |
| Berland 2020                                                                             |                          |                          | 1 520        | 8,61         |             |             |        |        |        |
|                                                                                          | René Baccino             | LR diss.                 | 1 009        | 5,71         |             |             |        |        |        |
| Ensemble pour Marseille avec Bruno Gilles                                                |                          |                          | 1 009        | 5,71         |             |             |        |        |        |
|                                                                                          | Gaëtan Poitevin          | DVG                      | 596          | 3,37         |             |             |        |        |        |
| Marseille avant tout avec Samia Ghali                                                    |                          |                          | 596          | 3,37         |             |             |        |        |        |
|                                                                                          | Laurent Comas            | EXD                      | 71           | 0,40         |             |             |        |        |        |
| Marseille d'abord une force nationale                                                    |                          |                          | 71           | 0,40         |             |             |        |        |        |
|                                                                                          |                          |                          |              |              |             |             |        |        |        |
| Votes valides                                                                            | Votes valides            | Votes valides            | 17 650       | 97,89        | 19 611      | 97,65       |        |        |        |
| Votes blancs                                                                             | Votes blancs             | Votes blancs             | 144          | 0,80         | 297         | 1,48        |        |        |        |
| Votes nuls                                                                               | Votes nuls               | Votes nuls               | 236          | 1,31         | 174         | 0,87        |        |        |        |
| Total                                                                                    | Total                    | Total                    | 18 030       | 100          | 20 082      | 100         | 22     | 11     | 9      |
| Abstention                                                                               | Abstention               | Abstention               | 26 318       | 59,34        | 24 276      | 54,73       |        |        |        |
| Inscrits / participation                                                                 | Inscrits / participation | Inscrits / participation | 44 348       | 40,66        | 44 358      | 45,27       |        |        |        |

#### IIesecteur (2eet3earrondissements)
| Tête de liste                                                                            | Tête de liste            | Liste                    | Premier tour | Premier tour | Second tour | Second tour | Sièges | Sièges | Sièges |
| Tête de liste                                                                            | Tête de liste            | Liste                    | Voix         | %            | Voix        | %           | CS     | CM     | CC     |
| ---------------------------------------------------------------------------------------- | ------------------------ | ------------------------ | ------------ | ------------ | ----------- | ----------- | ------ | ------ | ------ |
|                                                                                          | Benoît Payan             | PS-PCF-LFI diss.         | 2 430        | 25,98        | 4 452       | 46,29       | 12     | 6      | 6      |
| Le Printemps marseillais, le rassemblement de la gauche, des écologistes et des citoyens |                          |                          | 2 430        | 25,98        | 4 452       | 46,29       | 12     | 6      | 6      |
|                                                                                          | Nouriati Djambae         | EÉLV                     | 659          | 7,05         | 4 452       | 46,29       | 12     | 6      | 6      |
| Debout Marseille                                                                         |                          |                          | 659          | 7,05         | 4 452       | 46,29       | 12     | 6      | 6      |
|                                                                                          | Solange Biaggi           | LR                       | 1 539        | 16,46        | 2 015       | 20,95       | 2      | 1      | 1      |
| Une volonté pour Marseille avec Martine Vassal                                           |                          |                          | 1 539        | 16,46        | 2 015       | 20,95       | 2      | 1      | 1      |
|                                                                                          | Lisette Narducci         | MR-LR diss.              | 1 563        | 16,71        | 1 910       | 19,86       | 1      | 1      | 1      |
| Ensemble pour Marseille avec Bruno Gilles                                                |                          |                          | 1 563        | 16,71        | 1 910       | 19,86       | 1      | 1      | 1      |
|                                                                                          | Maliza Saïd-Soilihi      | Agir-LREM                | 772          | 8,25         | 1 910       | 19,86       | 1      | 1      | 1      |
| Berland 2020                                                                             |                          |                          | 772          | 8,25         | 1 910       | 19,86       | 1      | 1      | 1      |
|                                                                                          | Jeanne Marti             | RN                       | 1 261        | 13,48        | 1 241       | 12,90       | 1      | 0      | 0      |
| Avec Stéphane Ravier, retrouvons Marseille !                                             |                          |                          | 1 261        | 13,48        | 1 241       | 12,90       | 1      | 0      | 0      |
|                                                                                          | Alain Lhote              | DVG                      | 935          | 10,00        |             |             |        |        |        |
| Marseille avant tout avec Samia Ghali                                                    |                          |                          | 935          | 10,00        |             |             |        |        |        |
|                                                                                          | Isabelle Bonnet          | LO                       | 103          | 1,10         |             |             |        |        |        |
| Lutte ouvrière – Faire entendre le camp des travailleurs                                 |                          |                          | 103          | 1,10         |             |             |        |        |        |
|                                                                                          | Yannick Deligny          | PA                       | 89           | 0,95         |             |             |        |        |        |
| Marseille animaliste                                                                     |                          |                          | 89           | 0,95         |             |             |        |        |        |
|                                                                                          |                          |                          |              |              |             |             |        |        |        |
| Votes valides                                                                            | Votes valides            | Votes valides            | 9 351        | 97,17        | 9 618       | 97,50       |        |        |        |
| Votes blancs                                                                             | Votes blancs             | Votes blancs             | 122          | 1,27         | 148         | 1,50        |        |        |        |
| Votes nuls                                                                               | Votes nuls               | Votes nuls               | 150          | 1,56         | 99          | 1,00        |        |        |        |
| Total                                                                                    | Total                    | Total                    | 9 623        | 100          | 9 865       | 100         | 16     | 8      | 8      |
| Abstention                                                                               | Abstention               | Abstention               | 23 100       | 70,59        | 22 939      | 69,93       |        |        |        |
| Inscrits / participation                                                                 | Inscrits / participation | Inscrits / participation | 32 723       | 29,41        | 32 804      | 30,07       |        |        |        |

#### IIIesecteur (4eet5earrondissements)
| Tête de liste                                                                               | Tête de liste            | Liste                    | Premier tour | Premier tour | Second tour | Second tour | Sièges | Sièges | Sièges |
| Tête de liste                                                                               | Tête de liste            | Liste                    | Voix         | %            | Voix        | %           | CS     | CM     | CC     |
| ------------------------------------------------------------------------------------------- | ------------------------ | ------------------------ | ------------ | ------------ | ----------- | ----------- | ------ | ------ | ------ |
|                                                                                             | Michèle Rubirola         | ÉCO-PS-PCF-LFI diss.     | 7 619        | 37,38        | 12 540      | 56,99       | 18     | 9      | 9      |
| Le Printemps marseillais, le rassemblement de la gauche, des écologistes et des citoyens    |                          |                          | 7 619        | 37,38        | 12 540      | 56,99       | 18     | 9      | 9      |
|                                                                                             | Fabien Perez             | EÉLV-LFI diss.           | 1 665        | 8,17         | 12 540      | 56,99       | 18     | 9      | 9      |
| Debout Marseille                                                                            |                          |                          | 1 665        | 8,17         | 12 540      | 56,99       | 18     | 9      | 9      |
|                                                                                             | Bruno Gilles             | LR diss.                 | 4 507        | 22,11        | 6 356       | 28,89       | 3      | 2      | 2      |
| Ensemble pour Marseille avec Bruno Gilles                                                   |                          |                          | 4 507        | 22,11        | 6 356       | 28,89       | 3      | 2      | 2      |
|                                                                                             | Jean-François Luc        | RN                       | 2 774        | 13,61        | 3 107       | 14,12       | 1      | 0      | 0      |
| Avec Stéphane Ravier, retrouvons Marseille !                                                |                          |                          | 2 774        | 13,61        | 3 107       | 14,12       | 1      | 0      | 0      |
|                                                                                             | Jean-Philippe Agresti    | LREM diss.-LR            | 1 975        | 9,69         |             |             |        |        |        |
| Une volonté pour Marseille avec Martine Vassal                                              |                          |                          | 1 975        | 9,69         |             |             |        |        |        |
|                                                                                             | Mathieu Grapeloup        | LREM                     | 1 102        | 5,41         |             |             |        |        |        |
| Berland 2020                                                                                |                          |                          | 1 102        | 5,41         |             |             |        |        |        |
|                                                                                             | David Bergeron           | DVG                      | 533          | 2,61         |             |             |        |        |        |
| Marseille avant tout avec Samia Ghali                                                       |                          |                          | 533          | 2,61         |             |             |        |        |        |
|                                                                                             | Muriel Gerber            | POID                     | 115          | 0,56         |             |             |        |        |        |
| Liste ouvrière d'unité soutenue par le P.O.I.D. « Marseille retour aux services publics ! » |                          |                          | 115          | 0,56         |             |             |        |        |        |
|                                                                                             | Georges Vinapon          | DVG                      | 90           | 0,44         |             |             |        |        |        |
| Nouvelle voie 2020                                                                          |                          |                          | 90           | 0,44         |             |             |        |        |        |
|                                                                                             |                          |                          |              |              |             |             |        |        |        |
| Votes valides                                                                               | Votes valides            | Votes valides            | 20 380       | 97,55        | 22 003      | 97,80       |        |        |        |
| Votes blancs                                                                                | Votes blancs             | Votes blancs             | 175          | 0,84         | 285         | 1,27        |        |        |        |
| Votes nuls                                                                                  | Votes nuls               | Votes nuls               | 337          | 1,61         | 211         | 0,94        |        |        |        |
| Total                                                                                       | Total                    | Total                    | 20 892       | 100          | 22 499      | 100         | 22     | 11     | 11     |
| Abstention                                                                                  | Abstention               | Abstention               | 33 227       | 61,40        | 31 562      | 58,38       |        |        |        |
| Inscrits / participation                                                                    | Inscrits / participation | Inscrits / participation | 54 119       | 38,60        | 54 061      | 41,62       |        |        |        |

#### IVesecteur (6eet8earrondissements)
| Tête de liste                                                                            | Tête de liste            | Liste                    | Premier tour | Premier tour | Second tour | Second tour | Sièges | Sièges | Sièges |
| Tête de liste                                                                            | Tête de liste            | Liste                    | Voix         | %            | Voix        | %           | CS     | CM     | CC     |
| ---------------------------------------------------------------------------------------- | ------------------------ | ------------------------ | ------------ | ------------ | ----------- | ----------- | ------ | ------ | ------ |
|                                                                                          | Olivia Fortin            | PS-PCF-PP-LFI diss.      | 7 127        | 24,40        | 14 477      | 41,78       | 22     | 11     | 11     |
| Le Printemps marseillais, le rassemblement de la gauche, des écologistes et des citoyens |                          |                          | 7 127        | 24,40        | 14 477      | 41,78       | 22     | 11     | 11     |
|                                                                                          | Christine Juste          | EÉLV                     | 3 487        | 11,94        | 14 477      | 41,78       | 22     | 11     | 11     |
| Debout Marseille                                                                         |                          |                          | 3 487        | 11,94        | 14 477      | 41,78       | 22     | 11     | 11     |
|                                                                                          | Martine Vassal           | LR                       | 7 933        | 27,16        | 13 569      | 39,16       | 6      | 3      | 3      |
| Une volonté pour Marseille avec Martine Vassal                                           |                          |                          | 7 933        | 27,16        | 13 569      | 39,16       | 6      | 3      | 3      |
|                                                                                          | Ludovic Perney           | LR diss.                 | 2 568        | 8,79         | 13 569      | 39,16       | 6      | 3      | 3      |
| Ensemble pour Marseille avec Bruno Gilles                                                |                          |                          | 2 568        | 8,79         | 13 569      | 39,16       | 6      | 3      | 3      |
|                                                                                          | Bernard Marandat         | RN                       | 3 884        | 13,30        | 3 943       | 11,38       | 1      | 1      | 1      |
| Avec Stéphane Ravier, retrouvons Marseille !                                             |                          |                          | 3 884        | 13,30        | 3 943       | 11,38       | 1      | 1      | 1      |
|                                                                                          | Yvon Berland             | LREM                     | 3 577        | 12,25        | 2 658       | 7,67        | 1      | 0      | 0      |
| Berland 2020                                                                             |                          |                          | 3 577        | 12,25        | 2 658       | 7,67        | 1      | 0      | 0      |
|                                                                                          | Pierre-Henri Blanc       | DVG                      | 623          | 2,13         |             |             |        |        |        |
| Marseille avant tout avec Samia Ghali                                                    |                          |                          | 623          | 2,13         |             |             |        |        |        |
|                                                                                          |                          |                          |              |              |             |             |        |        |        |
| Votes valides                                                                            | Votes valides            | Votes valides            | 29 199       | 98,10        | 34 647      | 98,36       |        |        |        |
| Votes blancs                                                                             | Votes blancs             | Votes blancs             | 203          | 0,68         | 379         | 1,08        |        |        |        |
| Votes nuls                                                                               | Votes nuls               | Votes nuls               | 362          | 1,22         | 197         | 0,56        |        |        |        |
| Total                                                                                    | Total                    | Total                    | 29 764       | 100          | 35 223      | 100         | 30     | 15     | 15     |
| Abstention                                                                               | Abstention               | Abstention               | 50 417       | 62,88        | 44 976      | 56,08       |        |        |        |
| Inscrits / participation                                                                 | Inscrits / participation | Inscrits / participation | 80 181       | 37,12        | 80 199      | 43,92       |        |        |        |

#### Vesecteur (9eet10earrondissements)
| Tête de liste                                                                            | Tête de liste            | Liste                    | Premier tour | Premier tour | Second tour | Second tour | Sièges | Sièges | Sièges |
| Tête de liste                                                                            | Tête de liste            | Liste                    | Voix         | %            | Voix        | %           | CS     | CM     | CC     |
| ---------------------------------------------------------------------------------------- | ------------------------ | ------------------------ | ------------ | ------------ | ----------- | ----------- | ------ | ------ | ------ |
|                                                                                          | Lionel Royer-Perreaut    | LR                       | 8 027        | 32,40        | 11 825      | 43,52       | 22     | 11     | 12     |
| Une volonté pour Marseille avec Martine Vassal                                           |                          |                          | 8 027        | 32,40        | 11 825      | 43,52       | 22     | 11     | 12     |
|                                                                                          | Aïcha Sif                | ÉCO-PS-PCF-LFI diss.     | 3 826        | 15,44        | 9 561       | 35,18       | 5      | 3      | 3      |
| Le Printemps marseillais, le rassemblement de la gauche, des écologistes et des citoyens |                          |                          | 3 826        | 15,44        | 9 561       | 35,18       | 5      | 3      | 3      |
|                                                                                          | Hervé Menchon            | EÉLV-LFI diss.           | 2 478        | 10,00        | 9 561       | 35,18       | 5      | 3      | 3      |
| Debout Marseille                                                                         |                          |                          | 2 478        | 10,00        | 9 561       | 35,18       | 5      | 3      | 3      |
|                                                                                          | Éléonore Bez             | RN                       | 5 337        | 21,54        | 5 785       | 21,29       | 3      | 1      | 1      |
| Avec Stéphane Ravier, retrouvons Marseille !                                             |                          |                          | 5 337        | 21,54        | 5 785       | 21,29       | 3      | 1      | 1      |
|                                                                                          | Nathalie Simon           | LR diss.                 | 2 392        | 9,65         |             |             |        |        |        |
| Ensemble pour Marseille avec Bruno Gilles                                                |                          |                          | 2 392        | 9,65         |             |             |        |        |        |
|                                                                                          | Sophie Goy               | UDE-LREM                 | 1 787        | 7,21         |             |             |        |        |        |
| Berland 2020                                                                             |                          |                          | 1 787        | 7,21         |             |             |        |        |        |
|                                                                                          | Zoé Poncelet             | DVG                      | 925          | 3,73         |             |             |        |        |        |
| Marseille avant tout avec Samia Ghali                                                    |                          |                          | 925          | 3,73         |             |             |        |        |        |
|                                                                                          |                          |                          |              |              |             |             |        |        |        |
| Votes valides                                                                            | Votes valides            | Votes valides            | 24 772       | 97,32        | 27 171      | 97,70       |        |        |        |
| Votes blancs                                                                             | Votes blancs             | Votes blancs             | 245          | 0,96         | 426         | 1,53        |        |        |        |
| Votes nuls                                                                               | Votes nuls               | Votes nuls               | 438          | 1,72         | 215         | 0,77        |        |        |        |
| Total                                                                                    | Total                    | Total                    | 25 455       | 100          | 27 812      | 100         | 30     | 15     | 16     |
| Abstention                                                                               | Abstention               | Abstention               | 56 669       | 69,00        | 54 390      | 66,17       |        |        |        |
| Inscrits / participation                                                                 | Inscrits / participation | Inscrits / participation | 82 124       | 31,00        | 82 202      | 33,83       |        |        |        |

#### VIesecteur (11eet12earrondissements)
| Tête de liste                                                                            | Tête de liste            | Liste                    | Premier tour | Premier tour | Second tour | Second tour | Sièges | Sièges | Sièges |
| Tête de liste                                                                            | Tête de liste            | Liste                    | Voix         | %            | Voix        | %           | CS     | CM     | CC     |
| ---------------------------------------------------------------------------------------- | ------------------------ | ------------------------ | ------------ | ------------ | ----------- | ----------- | ------ | ------ | ------ |
|                                                                                          | Julien Ravier            | LR                       | 6 989        | 28,13        | 9 818       | 35,37       | 18     | 10     | 10     |
| Une volonté pour Marseille avec Martine Vassal                                           |                          |                          | 6 989        | 28,13        | 9 818       | 35,37       | 18     | 10     | 10     |
|                                                                                          | Yannick Ohanessian       | PS-PCF-LFI diss.         | 4 048        | 16,29        | 9 466       | 34,10       | 4      | 2      | 3      |
| Le Printemps marseillais, le rassemblement de la gauche, des écologistes et des citoyens |                          |                          | 4 048        | 16,29        | 9 466       | 34,10       | 4      | 2      | 3      |
|                                                                                          | Jean-Marc Signes         | GÉ-EÉLV                  | 2 235        | 8,99         | 9 466       | 34,10       | 4      | 2      | 3      |
| Debout Marseille                                                                         |                          |                          | 2 235        | 8,99         | 9 466       | 34,10       | 4      | 2      | 3      |
|                                                                                          | Franck Allisio           | RN                       | 5 785        | 23,28        | 5 878       | 21,17       | 3      | 1      | 1      |
| Avec Stéphane Ravier, retrouvons Marseille !                                             |                          |                          | 5 785        | 23,28        | 5 878       | 21,17       | 3      | 1      | 1      |
|                                                                                          | Robert Assante           | LC-LR diss.              | 2 673        | 10,76        | 2 593       | 9,34        | 1      | 0      | 0      |
| Ensemble pour Marseille avec Bruno Gilles                                                |                          |                          | 2 673        | 10,76        | 2 593       | 9,34        | 1      | 0      | 0      |
|                                                                                          | Pascal Chamassian        | LREM                     | 1 860        | 7,48         |             |             |        |        |        |
| Berland 2020                                                                             |                          |                          | 1 860        | 7,48         |             |             |        |        |        |
|                                                                                          | François de Cambiaire    | DVG                      | 889          | 3,57         |             |             |        |        |        |
| Marseille avant tout avec Samia Ghali                                                    |                          |                          | 889          | 3,57         |             |             |        |        |        |
|                                                                                          | Hervé Manin              | DVG                      | 363          | 1,46         |             |             |        |        |        |
| L'esprit de nos quartiers                                                                |                          |                          | 363          | 1,46         |             |             |        |        |        |
|                                                                                          |                          |                          |              |              |             |             |        |        |        |
| Votes valides                                                                            | Votes valides            | Votes valides            | 24 842       | 97,55        | 27 755      | 98,04       |        |        |        |
| Votes blancs                                                                             | Votes blancs             | Votes blancs             | 218          | 0,86         | 326         | 1,15        |        |        |        |
| Votes nuls                                                                               | Votes nuls               | Votes nuls               | 406          | 1,59         | 228         | 0,81        |        |        |        |
| Total                                                                                    | Total                    | Total                    | 25 466       | 100          | 28 309      | 100         | 26     | 13     | 14     |
| Abstention                                                                               | Abstention               | Abstention               | 55 365       | 69,49        | 52 609      | 65,01       |        |        |        |
| Inscrits / participation                                                                 | Inscrits / participation | Inscrits / participation | 80 831       | 31,51        | 80 917      | 34,99       |        |        |        |

#### VIIesecteur (13eet14earrondissements)
| Tête de liste                                                                            | Tête de liste                  | Liste                    | Premier tour | Premier tour | Second tour | Second tour | Sièges  | Sièges  | Sièges  |
| Tête de liste                                                                            | Tête de liste                  | Liste                    | Voix         | %            | Voix        | %           | CS      | CM      | CC      |
| ---------------------------------------------------------------------------------------- | ------------------------------ | ------------------------ | ------------ | ------------ | ----------- | ----------- | ------- | ------- | ------- |
|                                                                                          | David Galtier                  | LR                       | 4 199        | 18,21        | 10 080      | 50,97       | 24      | 12      | 14      |
| Une volonté pour Marseille avec Martine Vassal                                           |                                |                          | 4 199        | 18,21        | 10 080      | 50,97       | 24      | 12      | 14      |
|                                                                                          | Stéphane Ravier                | RN                       | 7 719        | 33,48        | 9 693       | 49,02       | 8       | 4       | 4       |
| Avec Stéphane Ravier, retrouvons Marseille !                                             |                                |                          | 7 719        | 33,48        | 9 693       | 49,02       | 8       | 4       | 4       |
|                                                                                          | Jérémy Bacchi                  | PCF-PS                   | 3 590        | 15,57        | Retrait     | Retrait     | Retrait | Retrait | Retrait |
| Le Printemps marseillais, le rassemblement de la gauche, des écologistes et des citoyens |                                |                          | 3 590        | 15,57        | Retrait     | Retrait     | Retrait | Retrait | Retrait |
|                                                                                          | Julien Rossi                   | DVG                      | 2 605        | 11,30        | Retrait     | Retrait     | Retrait | Retrait | Retrait |
| Marseille avant tout avec Samia Ghali                                                    |                                |                          | 2 605        | 11,30        | Retrait     | Retrait     | Retrait | Retrait | Retrait |
|                                                                                          | Josepha Colin                  | LR diss.                 | 1 990        | 8,63         |             |             |         |         |         |
| Ensemble pour Marseille avec Bruno Gilles                                                |                                |                          | 1 990        | 8,63         |             |             |         |         |         |
|                                                                                          | Mohamed Bensaada               | LFI-EÉLV                 | 1 354        | 5,87         |             |             |         |         |         |
| UNIR ! Rassemblement citoyen, écologiste, solidaire                                      |                                |                          | 1 354        | 5,87         |             |             |         |         |         |
|                                                                                          | Marie-Florence Bulteau-Rambaud | MoDem-LREM               | 1 125        | 4,88         |             |             |         |         |         |
| Berland 2020                                                                             |                                |                          | 1 125        | 4,88         |             |             |         |         |         |
|                                                                                          | Farid Zidane                   | UPR                      | 259          | 1,12         |             |             |         |         |         |
| Fiers de nos quartiers                                                                   |                                |                          | 259          | 1,12         |             |             |         |         |         |
|                                                                                          | Danièle Pécout                 | LO                       | 166          | 0,72         |             |             |         |         |         |
| Lutte ouvrière – Faire entendre le camp des travailleurs                                 |                                |                          | 166          | 0,72         |             |             |         |         |         |
|                                                                                          | Karine Harouche                | AR - SIEL                | 42           | 0,18         |             |             |         |         |         |
| Marseille autrement                                                                      |                                |                          | 42           | 0,18         |             |             |         |         |         |
|                                                                                          |                                |                          |              |              |             |             |         |         |         |
| Votes valides                                                                            | Votes valides                  | Votes valides            | 23 049       | 96,99        | 19 773      | 89,36       |         |         |         |
| Votes blancs                                                                             | Votes blancs                   | Votes blancs             | 259          | 1,09         | 1 428       | 6,45        |         |         |         |
| Votes nuls                                                                               | Votes nuls                     | Votes nuls               | 456          | 1,92         | 927         | 4,19        |         |         |         |
| Total                                                                                    | Total                          | Total                    | 23 763       | 100          | 22 128      | 100         | 32      | 16      | 18      |
| Abstention                                                                               | Abstention                     | Abstention               | 60 820       | 71,94        | 62 831      | 73,95       |         |         |         |
| Inscrits / participation                                                                 | Inscrits / participation       | Inscrits / participation | 84 684       | 28,06        | 84 959      | 26,05       |         |         |         |

#### VIIIesecteur (15eet16earrondissements)
| Tête de liste                                                                               | Tête de liste            | Liste                    | Premier tour | Premier tour | Second tour | Second tour | Sièges  | Sièges  | Sièges  |
| Tête de liste                                                                               | Tête de liste            | Liste                    | Voix         | %            | Voix        | %           | CS      | CM      | CC      |
| ------------------------------------------------------------------------------------------- | ------------------------ | ------------------------ | ------------ | ------------ | ----------- | ----------- | ------- | ------- | ------- |
|                                                                                             | Samia Ghali              | DVG                      | 3 275        | 25,84        | 5 025       | 38,16       | 17      | 8       | 8       |
| Marseille avant tout avec Samia Ghali                                                       |                          |                          | 3 275        | 25,84        | 5 025       | 38,16       | 17      | 8       | 8       |
|                                                                                             | Chahidati Soilihi        | EÉLV                     | 684          | 5,40         | 5 025       | 38,16       | 17      | 8       | 8       |
| Debout Marseille                                                                            |                          |                          | 684          | 5,40         | 5 025       | 38,16       | 17      | 8       | 8       |
|                                                                                             | Jean-Marc Coppola        | PCF-PS-LFI diss.         | 2 428        | 19,16        | 4 639       | 35,23       | 4       | 2       | 2       |
| Le Printemps marseillais, le rassemblement de la gauche, des écologistes et des citoyens    |                          |                          | 2 428        | 19,16        | 4 639       | 35,23       | 4       | 2       | 2       |
|                                                                                             | Sophie Grech             | RN                       | 2 810        | 22,17        | 3 501       | 26,59       | 3       | 2       | 1       |
| Avec Stéphane Ravier, retrouvons Marseille !                                                |                          |                          | 2 810        | 22,17        | 3 501       | 26,59       | 3       | 2       | 1       |
|                                                                                             | Moussa Maaskri           | LR                       | 1 736        | 13,70        | Retrait     | Retrait     | Retrait | Retrait | Retrait |
| Une volonté pour Marseille avec Martine Vassal                                              |                          |                          | 1 736        | 13,70        | Retrait     | Retrait     | Retrait | Retrait | Retrait |
|                                                                                             | Saïd Ahamada             | LREM                     | 1 008        | 7,95         |             |             |         |         |         |
| Berland 2020                                                                                |                          |                          | 1 008        | 7,95         |             |             |         |         |         |
|                                                                                             | Jean-Marc Corteggiani    | LR diss.                 | 549          | 4,33         |             |             |         |         |         |
| Ensemble pour Marseille avec Bruno Gilles                                                   |                          |                          | 549          | 4,33         |             |             |         |         |         |
|                                                                                             | François Roche           | LO                       | 125          | 0,99         |             |             |         |         |         |
| Lutte ouvrière – Faire entendre le camp des travailleurs                                    |                          |                          | 125          | 0,99         |             |             |         |         |         |
|                                                                                             | Stéphane Pernice         | POID                     | 57           | 0,45         |             |             |         |         |         |
| Liste ouvrière d'unité soutenue par le P.O.I.D. « Marseille retour aux services publics ! » |                          |                          | 57           | 0,45         |             |             |         |         |         |
|                                                                                             |                          |                          |              |              |             |             |         |         |         |
| Votes valides                                                                               | Votes valides            | Votes valides            | 12 672       | 97,26        | 13 165      | 97,12       |         |         |         |
| Votes blancs                                                                                | Votes blancs             | Votes blancs             | 120          | 0,92         | 266         | 1,96        |         |         |         |
| Votes nuls                                                                                  | Votes nuls               | Votes nuls               | 237          | 1,82         | 155         | 0,92        |         |         |         |
| Total                                                                                       | Total                    | Total                    | 13 029       | 100          | 13 556      | 100         | 24      | 12      | 11      |
| Abstention                                                                                  | Abstention               | Abstention               | 34 692       | 72,7         | 34 356      | 71,71       |         |         |         |
| Inscrits / participation                                                                    | Inscrits / participation | Inscrits / participation | 47 721       | 27,3         | 47 912      | 28,29       |         |         |         |

## Élection de Michèle Rubirola

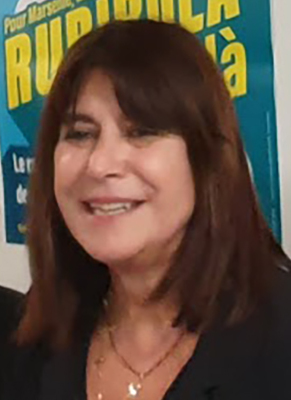
Michèle Rubirola
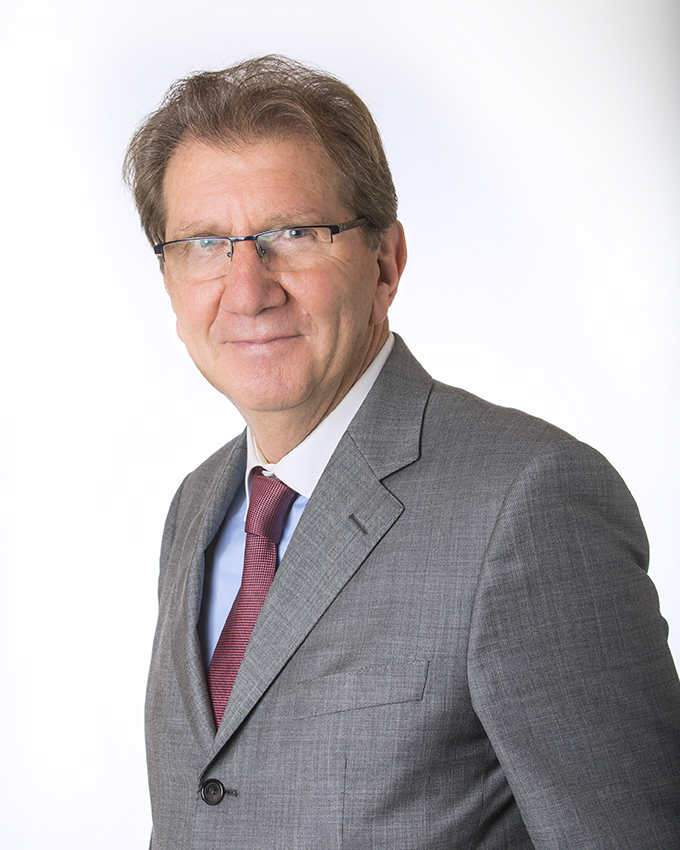
Guy Teissier
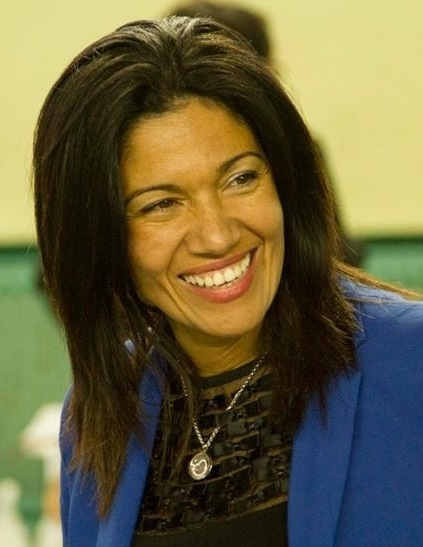
Samia Ghali

Bien qu'arrivé en tête du second tour avec 38,28 % des voix, le Printemps marseillais ne dispose que de 42 sièges sur 101 au conseil municipal. Les listes LR, avec 30,75 % des voix, recueillent 39 sièges. L'absence de majorité au soir du second tour ouvre une période de négociations dans l'optique de l'élection du maire par le conseil municipal, prévu le samedi suivant, où les 8 élus de la liste de Samia Ghali apparaissent comme déterminants.
Une rencontre entre Samia Ghali et Michèle Rubirola a lieu le jeudi avant le vote. Samia Ghali demande au Printemps marseillais d'être choisie comme première adjointe en échange de son soutien à Michèle Rubirola, afin d'assurer « la prise en compte des quartiers populaires ». Cette proposition est toutefois refusée par Michèle Rubirola, qui dénonce un « chantage ».
À droite, affaiblie par son échec dans le IVe secteur, Martine Vassal se désiste au profit de Guy Teissier. Celui-ci assure avoir reçu le soutien des trois élus des listes de Bruno Gilles. Mais quelques heures après cette annonce, Lionel Royer-Perreaut annonce sa candidature, dénonçant « des ententes en cours avec le Front national ». Par ailleurs, Lisette Narducci, ancienne élue PS, alliée à la droite en 2014 et conseillère municipale sur les listes de Bruno Gilles, annonce rejoindre Samia Ghali le 3 juillet 2020.
La situation est confuse jusqu'au matin du vote, le 4 juillet, et aucune majorité de se dégage à l'ouverture du conseil municipal. Au premier tour de scrutin, Michèle Rubirola, Samia Ghali et Guy Teissier sont candidats alors que Lionel Royer-Perreaut retire sa candidature et que les conseillers du Rassemblement national refusent de prendre part aux votes. Michèle Rubirola arrive en tête mais sans majorité absolue.
Avant le second tour, le conseil municipal est interrompu plusieurs heures et des négociations ont lieu entre les équipes de Samia Ghali et du Printemps marseillais. Samia Ghali annonce finalement le retrait de sa candidature et son ralliement à Michèle Rubirola et celle-ci est élue maire à la majorité absolue. Samia Ghali est par la suite élue deuxième adjointe à la maire,.
| Candidats      | Candidats        | 1er tour | 1er tour | 2d tour | 2d tour |
| Candidats      | Candidats        | Votes    | %        | Votes   | %       |
| -------------- | ---------------- | -------- | -------- | ------- | ------- |
|                | Michèle Rubirola | 42       | 46,15    | 51      | 55,43   |
|                | Guy Teissier     | 41       | 45,05    | 41      | 44,57   |
|                | Samia Ghali      | 8        | 8,79     | Retrait | Retrait |
|                |                  |          |          |         |         |
| Blancs et nuls | Blancs et nuls   | 1        | -        | 0       | -       |
| Abstentions    | Abstentions      | 9        | -        | 9       | -       |
| Total          | Total            | 101      | 100      | 101     | 100     |

## Élection de Benoît Payan
Michèle Rubirola annonce le 15 décembre qu'elle souhaite, officiellement pour des raisons de santé, échanger sa place avec Benoît Payan, son 1er adjoint. Depuis plusieurs mois, il assure de facto les fonctions de maire,. Il est élu le 21 décembre. Pour beaucoup d'observateurs, y compris dans les rangs des électeurs du printemps marseillais, qui voulaient balayer le vieux système, cette mise en place d'un « apparatchik socialiste » est un tour de passe-passe qui renforce le désenchantement démocratique.